# Río Cher
El Cher es un río de Francia, un afluente del río Loira por la izquierda. Nace en Mérinchal, a 713 m de altitud en el departamento de Creuse. Desemboca en el Loira cerca de Villandry (Indre y Loira), tras un curso de 365 km. Su cuenca comprende 13.906 km².
Pasa por los departamentos de Creuse, Puy-de-Dôme (en su límite occidental), Allier, Cher, Loir y Cher e Indre y Loira. Riega las poblaciones de Montluçon, Saint-Armand-Montrond, Vierzon, Chenonceaux y Tours. Desde Tours corre paralelo al Loira, de forma que esa ciudad es ribereña de ambos ríos, el Loira al norte y el Cher al sur.
En su curso inferior es navegable, si bien sus estiajes son intensos.

## Historia
Fue un territorio de frontera, ya que entre 1940 y 1943 fue la línea de demarcación entre la Francia ocupada por los nazis y la Francia de Vichy en un trayecto de 120 km.